# Santiago Cáseres
Santiago Cáseres, né le 25 février 1997 à Parque Leloir (Argentine), est un footballeur argentin, qui évolue au poste de milieu de terrain défensif au sein du club argentin de Vélez Sarsfield.

## Biographie
Le 18 mars 2017, il joue son premier match professionnel avec le Vélez Sarsfield, face au Newell's Old Boys, en remplaçant Leandro Desábato à la 53e minute de jeu (défaite 3-0 au Stade Marcelo-Bielsa). Ce match entre dans le cadre de la Primera division 2016-2017. Il est nommé meilleur joueur du Vélez en 2017 par les fans du club argentin.
Santiago Cáseres devient un titulaire indiscutable au Vélez lors de la saison 2017-2018. En raison de ses bonnes performances, Cáseres est pressenti pour signer à l'Atlético Madrid à la trêve hivernale, apparemment disposé à payer sa clause de rachat de 12M €, .
Alors que de nombreux clubs européens le sollicitent, il décide finalement de s'engager avec le club espagnol du Villarreal CF, contre un chèque de 8,5M € et un contrat s'étendant jusqu'en 2023. Le Vélez Sarsfield conserve 10% du prix sur une future vente du joueur. Il dispute son premier match avec le club jaune le 18 août 2018, face à la Real Sociedad, à l'occasion de la première journée de Liga 2018-2019. Débutant le match en tant que titulaire, le Villarreal CF est défait sur la pelouse du Stade de la Cerámica sur le score de 2-1. Le 31 août 2018, à l'occasion d'un match face au Gérone FC de la troisième journée du championnat, il quitte le terrain à la 66e minute de jeu, en raison d'une déchirure du ligament collatéral latéral interne du genou gauche. Sa durée d'indisponibilité est estimée entre 8 et 10 semaines et un retour prévu à partir du 7 novembre 2018.